# Calcomedusa
Calcomedusa (in lingua greca Χαλκομέδουσα) è un personaggio della mitologia greca, secondo fonti omeriche fu sposa di Arcesio o Arcisio, madre di Laerte (argonauta e padre di Ulisse). 
Calcomedusa risulta quindi essere nonna paterna di Ulisse e bisnonna di Telemaco.
Il suo nome, formato dal sostantivo χαλκος, "bronzo", e dal participio µέδουσα, voce del verbo µέδοµαι, "governare", significa "colei che governa con il bronzo".